# Palma (kommun)
Palma är en kommun i Brasilien.   Den ligger i delstaten Minas Gerais, i den sydöstra delen av landet, 900 km sydost om huvudstaden Brasília. Antalet invånare är 6 545.
Omgivningarna runt Palma är huvudsakligen savann. Runt Palma är det ganska tätbefolkat, med 111 invånare per kvadratkilometer.